# Сексуальне насильство в початковій та середній школах
Сексуальне насильство в початкових і середніх школах, яке також називають розбещенням, — образлива сексуальна поведінка однієї особи щодо іншої. Це часто вчиняється із застосуванням сили або з використанням інших осіб, особливо щодо неповнолітніх, і стосується сексуального насильства над дітьми, що відбувається в навчальних закладах від дитячого садка до середньої освіти.

## Феномен
Дослідження 1993 року, проведене Американською асоціацією жінок-університетів, вивчило сімдесят дев'ять державних шкіл Сполучених Штатів і виявило, що 9,6 % студентів повідомили про сексуальне насильство з боку вчителів у шкільному оточенні.
Жертвами шкільного сексуального насильства часто є «вразливі або маргінальні учні».

## За країною

### Франція
У квітні 2015 року офіційний представник освіти Наджат Валлауд-Белькасем визнав, що «минулого року 16 вчителям було дозволено працювати в школах, попри те, що вони раніше були засуджені за педофілію». Міжнародна неурядова організація стверджувала, що «тисячі дітей у французьких школах зазнали сексуального насильства з боку вчителів-педофілів». У тому ж році двадцять сім співробітників початкових і середніх шкіл були звільнені за сексуальне насильство.

### Індія
У березні 2000 року перехресне дослідження учнів 11 класу восьми вищих середніх шкіл у Гоа виявило, що «примусового сексу зазнавали приблизно 6 % підлітків». Учні, які постраждали від цього, мали більший рівень зловживання психоактивними речовинами, нижчу академічну успішність, а також погане психічне та фізичне здоров'я.

### Велика Британія
У The New York Times Стівен Касл задокументував:
Сама природа шкіл-інтернатів - закриті середовища, в яких вчителі можуть володіти величезною силою - може зробити їх привабливими для дітей -зловмисників. Але в попередні десятиліття батьки часто неохоче оскаржували владу вчителів, сказав Алан Коллінз, головний юрист компанії Slater & Gordon, який представляв колишнього студента Олдвікбері. У нього є 30 - 40 випадків, що розглядаються проти шкіл по всій країні.
З 2012 року «425 осіб були звинувачені в скоєнні сексуальних нападів у школах-інтернатах Великої Британії».

### Сполучені Штати
У Сполучених Штатах «приблизно 290 000 учнів зазнали певного роду фізичного сексуального насильства з боку працівника державної школи з 1991 по 2000 рік — одне десятиліття».
За федеральним звітом, у штаті Каліфорнія «422 000 учнів державних шкіл Каліфорнії стануть жертвами ще до закінчення школи».
Міністерство освіти Сполучених Штатів утримало 4 мільйони доларів США від державних шкіл Чикаго «за те, що федеральні чиновники кажуть про неспроможність захистити учнів від сексуального насильства».

### Зімбабве
У Зімбабве дослідження 2001 року показало, що 70 % випадків статеві зносини через фізичне насильство відбувалися вчителями початкових шкіл, причому 98 % жертв були жінками.
Це дослідження вивчало поширеність сексуального насильства над дітьми серед учнів денної середньої школи у Гверу, Зімбабве. Вибірка склала 268 учнів середньої школи (50 % дівчат; середній вік=15,42, стандартне відхилення=1,376). Дані були зібрані за допомогою дитячої версії Інструменту виявлення жорстокого поводження з дітьми (ICAST-C). Дослідження виявило загальний рівень поширеності 56,3 %, без істотних гендерних відмінностей. Переважали як безконтактні, так і контактні форми сексуального насильства.

### Нігерія
У травні 2020 року було проведено перехресне дослідження серед учнів чоловічої статі середніх шкіл в Ібадані, Нігерія. У дослідженні повідомлялося, що близько 18,9 % учасників були змушені дивитися порнографічний вміст, 8,1 % зазнали доторкань або сексуального поводження з ними, а близько 54,1 % були зґвалтовані.
Адміністрація федеральної столичної території в липні 2019 року звільнила 2 чоловіків-вчителів середньої школи за нібито розбещення деяких учениць із вадами зору в Джабі, Абуджа. Повідомлялося, що вони вводили наркотики до студентів, заманювали їх у готелі та здійснювали такі дії.
Журнал Nigeria Journal of pediatrics також зафіксував, що з 1558 обстежених студентів частка дівчат і чоловіків, які зазнали сексуального насильства в середній школі в Обіо/Акпор LGA в штаті Ріверс, становила відповідно 47,4 % і 24,9 %.

## Профілактика
Первинна профілактика була визначена як пріоритет у боротьбі з сексуальним насильством, але немає розуміння того, чим є первинна профілактика, а чим ні. Хоча підвищення знань або обізнаності про сексуальне насильство може бути ознакою первинної профілактики, це не є достатнім результатом. Первинна профілактика також повинна змінити поведінку. Проведено певну роботу щодо визначення елементів, необхідних для ефективної первинної профілактики. До них належать комплексність, залучення спільноти, теоретичне програмування, контекстне програмування та оцінювання.
До 1988 року в моду увійшли профілактичні програми та матеріали щодо сексуального насильства в школі. Однак проблеми, пов'язані з цим, включають «підкреслення простого вирішення складної соціальної проблеми та сприяння звинуваченню жертви».
Попри поширеність цих профілактичних програм і матеріалів, численні дослідження показали, що «вчителі використовують програми судорожно та вибірково, пропускаючи основні поняття, пов'язані з правами дітей».